# 須賀用水
須賀用水（すかようすい）は、埼玉県さいたま市岩槻区、越谷市を流れる用水路。須賀堀とも称される。

## 概要
元荒川の末田須賀溜井にある末田須賀堰にて取水し、概ね元荒川の左岸側に並行するように東へ流れ、岩槻区南東部や越谷市北部の流域周辺や春日部市南西部を灌漑する灌漑面積645ヘクタールの灌漑用水路である。1970年頃は素掘りの水路であったが、その後矩形断面の水路に改築され危険防止のフェンスが設置されている。大袋駅南側を流れ、大里に至るとやや南西寄りに向きを変えて南下する。大房付近に至ると北越谷五丁目排水機場があり、元荒川に排水される。以前は越谷市北部で新方川に排水されていた。灌漑面積は約640ヘクタール。越谷市内は都市化が進み、一部暗渠化されるなど、農業用水としての機能は薄れている。なお、この暗渠に沿って平行する恩間付近の道路は須賀川通りと称されている。

## 橋梁
上流より
- 埼玉県道325号大野島越谷線 - 橋架はなし。地下で交差。
- 須賀橋[6]
- 中田橋
- 籠樋橋
- 己縄橋
- 共和橋
- 中橋
- 豊田橋

越谷市内は名前の付いた橋は少ない。

## 周辺
- 埼玉県立大学
- 大袋駅
- 宮内庁埼玉鴨場
- 北越谷第五公園